# Christopher Rydell
Christopher Rydell (ur. 1963) – amerykański aktor filmowy.

## Wybrana filmografia
- 1989: Jak dostałem się na studia – Oliver
- 1989: Krew na piasku – Juan
- 1993: Krew z krwi, kość z kości – Reese Davies